# Gare de Dauphin
La  gare de Dauphin à Dauphin est desservie par Via Rail Canada. C'est une gare ferroviaire patrimoniale du Canada, sans personnel. Il y a 3 trains par semaine, dans chaque direction.

## Service des voyageurs

### Accueil
La gare est située au 101, first avenue à Dauphin. C'est une gare sans personnel de type « poteau indicateur ».

## Patrimoine ferroviaire
L'ancien bâtiment de la gare est désigné « Gare ferroviaire patrimoniale du Canada » le 21 juin 1990.